# سان خوسيه ديل غوافياري
سان خوسيه ديل غوافياري هي بلدية كولومبية وعاصمة إدارة غوافياري.